# Athletics Namibia
Athletics Namibia (AN), ehemals Namibia Athletics Federation (NAF), ist der Sportdachverband für Leichtathletik in Namibia. Er ist von der Namibischen Sport-Kommission als solcher anerkannt und hat seinen Sitz in der Hauptstadt Windhoek im Independence Stadium.
Der Verband ist Vollmitglied von World Athletics und des afrikanischen Leichtathletikverbandes CAA.
Der Verband organisiert die nationalen Leichtathletikmeisterschaften und regionale Wettbewerbe.